# Roula Khalaf
Roula Khalaf (in arabo رولا خلف‎?; Beirut, ...) è una giornalista libanese naturalizzata britannica.
Dal 20 gennaio 2020 è direttrice del Financial Times dopo la direzione di Lionel Barber. È la prima donna ad occupare quell'incarico nei 131 anni di storia del FT

## Biografia
Khalaf è nata a Beirut, in Libano, ed è cresciuta in quel paese durante la guerra civile. Ha conseguito una laurea presso la SI Newhouse School of Public Communications della Syracuse University e un master in affari internazionali presso la Columbia University di New York.
Ha iniziato la sua carriera giornalistica nella redazione della rivista Forbes a New York, dove è stata per circa quattro anni. Dal 1995 ha lavorato per il FT, prima come responsabile per il Nord Africa, quindi per il Medio Oriente, infine come caposervizio esteri, seguendo la guerra in Iraq e occupandosi della primavera araba. Nel 2016 è stata promossa vicedirettrice del Financial Times. Oltre alle sue responsabilità di vicedirettrice, ha scritto e commentato regolarmente su affari di politica estera e Medio Oriente.
Nel gennaio 2020 ha sostituito Lionel Barber, che si è dimesso dopo 14 anni di direzione  e ha dato nel giornale maggior spazio al digitale.

## Premi
- Nel 2009, Khalaf ha vinto il Peace Through Media Award degli International Media Awards "in riconoscimento dei suoi elevati standard di informazione e della qualità della sua analisi delle notizie".[8]
- Nel 2011, è stata selezionata per la categoria Reporter estero dell'anno dei Press Awards.[9]
- Nel 2012, è stata selezionata per i One World Media Awards per il suo articolo The Muslim Sisterhood.[10]
- Nel 2013, ha vinto, con i suoi colleghi del Financial Times Abigail Fielding-Smith, Camilla Hall e Simeon Kerr, il premio per i media della Foreign Press Association Print and Web Feature Story of the Year for Qatar: From Emirate to Impero.[11]

## Nella cultura popolare
Khalaf è citata nel libro The Wolf of Wall Street (2007) di Jordan Belfort, da cui poi nel 2013 Martin Scorsese ha tratto un film: "L'assalto della stampa era iniziato nel 1991, quando una giornalista insolente della rivista Forbes, Roula Khalaf, mi ha dipinto come una versione contorta di Robin Hood, che ruba ai ricchi per dare a se stesso e alla sua allegra banda di broker. Meritava una A per intelligenza, ovviamente"..

## Vita privata
È sposata con un uomo d'affari libanese, Assaad W. Razzouk. Ha due i figli di cui uno adottato.